# Ruswahl Samaai
Ruswahl Samaai (Paari, 25 settembre 1991) è un lunghista sudafricano.

## Progressione

### Salto in lungo
| Stagione | Risultato | Luogo         | Data      | Rank. Mond. |
| -------- | --------- | ------------- | --------- | ----------- |
| 2017     | 8,49 m a  | Potchefstroom | 22-4-2017 | 2º          |
| 2016     | 8,38 m    | Rabat         | 22-5-2016 | 6º          |
| 2015     | 8,38 m    | Stellenbosch  | 17-4-2015 | 6º          |
| 2014     | 8,13 m a  | Germiston     | 15-3-2014 | 22º         |
| 2013     | 7,96 m a  | Germiston     | 9-3-2013  | 74º         |
| 2012     | 7,94 m a  | Germiston     | 31-3-2012 | 88º         |

## Palmarès
| Anno | Manifestazione          | Sede           | Evento         | Risultato | Prestazione | Note                                     |
| ---- | ----------------------- | -------------- | -------------- | --------- | ----------- | ---------------------------------------- |
| 2014 | Giochi del Commonwealth | Glasgow        | Salto in lungo | Bronzo    | 8,08 m      |                                          |
| 2014 | Campionati africani     | Marrakech      | Salto in lungo | Bronzo    | 7,84 m      | w                                        |
| 2015 | Mondiali                | Pechino        | Salto in lungo | 20º (q)   | 7,79 m      |                                          |
| 2016 | Mondiali indoor         | Portland       | Salto in lungo | 5º        | 8,18 m      | Miglior prestazione personale            |
| 2016 | Campionati africani     | Durban         | Salto in lungo | Oro       | 8,40 m      | w                                        |
| 2016 | Giochi olimpici         | Rio de Janeiro | Salto in lungo | 9º        | 7,97 m      |                                          |
| 2017 | Mondiali                | Londra         | Salto in lungo | Bronzo    | 8,32 m      |                                          |
| 2018 | Mondiali indoor         | Birmingham     | Salto in lungo | 6º        | 8,05 m      | Miglior prestazione personale stagionale |
| 2018 | Giochi del Commonwealth | Gold Coast     | Salto in lungo | Bronzo    | 8,22 m      |                                          |
| 2018 | Campionati africani     | Asaba          | Salto in lungo | Oro       | 8,45 m      | Record dei campionati                    |
| 2019 | Mondiali                | Doha           | Salto in lungo | 5º        | 8,23 m      | Miglior prestazione personale stagionale |
| 2021 | Giochi olimpici         | Tokyo          | Salto in lungo | 22º (q)   | 7,74 m      |                                          |
| 2022 | Mondiali                | Eugene         | Salto in lungo | 15º (q)   | 7,86 m      | Miglior prestazione personale stagionale |

## Altre competizioni internazionali
2018
- Oro in Coppa continentale ( Ostrava), salto in lungo - 8,16 m